# Zhang-zhung (langue)
 (janvier 2017).
Si vous disposez d'ouvrages ou d'articles de référence ou si vous connaissez des sites web de qualité traitant du thème abordé ici, merci de compléter l'article en donnant les références utiles à sa vérifiabilité et en les liant à la section « Notes et références ».
Le Zhang-Zhung (tibétain : ཞང་ཞུང་, Wylie : zhang zhung, THL : shyangshyung) est une langue disparue, parlée dans le royaume de Zhang Zhung (-500 – 625, correspondant approximativement à l'actuelle préfecture de Ngari, dans la Région autonome du Tibet, en République populaire de Chine.
Il reste quelques traces de cette langue dans des écrits retrouvés dans les Grottes de Mogao, à Dunhuang, dans le désert de Gobi, au Nord-Ouest de la province du Gansu.